# Julian Jokś
Julian Władysław Jokś (ur. 2 marca 1949 w Pijanowicach) – polski samorządowiec, od 1994 do 2014 burmistrz Krotoszyna pięciu kolejnych kadencji.

## Życiorys
Ukończył studia z zakresu inżynierii melioracji wodnych na Akademii Rolniczej w Poznaniu. Odbył podyplomowe studia dotyczące samorządu terytorialnego. Od 1981 do 1990 pracował jako zastępca naczelnika gminy. Następnie został wiceburmistrzem. W 1994 rada miejska powołała go po raz pierwszy na urząd burmistrza. Od tego czasu nieprzerwanie zajmuje to stanowisko. Ponownie był wybierany przez radnych w 1998, następnie w bezpośrednich wyborach samorządowych w 2002 i 2006. W wyborach w 2010 wywalczył reelekcję na piątą z rzędu kadencję, wygrywając w pierwszej turze z poparciem blisko 62% głosów. W 2014 nie kandydował na urząd burmistrza, został natomiast wybrany do sejmiku wielkopolskiego V kadencji. W 2018 nie ubiegał się o reelekcję.
Członek Polskiego Stronnictwa Ludowego (wcześniej działał w Zjednoczonym Stronnictwie Ludowym), powoływany w skład władz wojewódzkich PSL. Został też członkiem władz lokalnej ochotniczej straży pożarnej w Krotoszynie.

## Odznaczenia i wyróżnienia
W 2011 prezydent Bronisław Komorowski odznaczył go Krzyżem Kawalerskim Orderu Odrodzenia Polski. Wcześniej wyróżniony m.in. Złotym (2001) i Srebrnym Krzyżem Zasługi oraz Medalem Komisji Edukacji Narodowej. 
Wyróżniany odznaczeniami przyznawanymi przez Zjednoczenie Kurkowych Bractw Strzeleckich RP. W 1998 został członkiem honorowym Kurkowego Bractwa Strzeleckiego w Krotoszynie.